# Stazione di Tilburg Università
Tilburg Università (in olandese Tilburg Universiteit), è una stazione ferroviaria secondaria passante di superficie sulla linea ferroviaria Breda-Eindhoven nella città di Tilburg, Paesi Bassi.